# Rácz Barnabás (hangszerkészítő)
Rácz Barnabás (1966. június 8. –) hangszerkészítő mester és restaurátor.

## Korai évek
Több generációs zenész családból származik, nagyapja hegedűs, édesapja nagybőgős, nagybőgő tanár és hangszerkészítő. Barnabás figyelme és érdeklődése a zene, valamint a vonós hangszerek iránt már egészen kisgyermek korában mutatkozott.

## Tanulmányok és „a vándorévek”
Mesterei Temesvári Péter és Semmelweis Tibor voltak, továbbá Menich András műhelyében foglalkozott rezgéstannal is. A hazai tanulmányi- és fiatal segéd időszaka után, a nemzetközi vándorévekben, 1988-1991 között Németországban, Hollandiában és Franciaországban dolgozott kitűnő hangszerkészítő műhelyekben. 

## A Barnabass műhely
1992-ben hazatérve saját műhelyt alapított. A Barnabass mára már szerte a világon ismert műhely és márka. 
1996-ban Sáránszki Pál műhelyében szerzett mesterlevelet. 1999-ben a Tíz Kiemelkedő Fiatal Magyarországon nevű pályázat első helyezettje lett, az itthoni nagybőgőkészítés és restaurálás felélesztéséért folytatott elhivatott munkájáért.
Az elmúlt évtizedekben tanítványai közreműködésével egy nemzetközileg elismert restaurálási technikát fejlesztett ki: a Barnabass metódus Ausztriától Norvégiáig, az Egyesült Államoktól Osakaig ismert.
2010-ben szakmai fennállásának harmincadik évfordulójára a Művészetek Palotájában önálló kiállítást rendezett. 2012-ben Magyar Ezüst Érdemkereszttel tüntették ki, s még ugyanebben az évben megnyitotta üzletét és bemutatótermét Berlinben. 2013-ban a Budapesti Kereskedelmi és Iparkamara Ezüst Koszorús Mesterré nyilvánította.
2018-ban a Magyar Állami Operaház négy nagybőgő elkészítésével bízta meg. Ezt a nemes gesztust pályafutásának egyik csúcspontjának ítélte meg, hiszen ehhez hasonló megrendelése az intézménynek - kortárs mestertől - több, mint száz éve nem volt. 
2019-ben Placido Domingo egy különleges hangszerkészítési megbízással tisztelte meg őt a Virtuózok program keretében.
Számos nemzetközi klasszikus- és jazz zenei fesztivál, valamint kulturális workshop kiállítója, előadója.

## Családi hagyomány
A több generációs családi hagyományt, fia, Adorján örökli, aki szintén hangszerész – zenei elfoglaltságai mellett -, valamint Ráchel lánya is, aki a Barnabass műhely profilját fejleszti - írói és kreatív produceri tevékenysége mellett.

## Díjak
- 1996. Mesterlevél
- 1999. Tíz Kiemelkedő Fiatal Magyarországon
- 2012. Magyar Ezüst Érdemkereszt
- 2013. Budapesti Iparkamara Ezüst Koszorú